# ASD Derthona FBC 1908
Associazione Sportiva Dilettantistica Derthona Foot Ball Club 1908, zkráceně jen Derthona je italský klub hrající v sezoně 2024/25 4. italskou fotbalovou ligu, sídlící ve městě Tortona v regionu Piemont.

## Změny názvu klubu
- 1908 – 1934/35 – Derthona FBC (Derthona Foot Ball Club)
- 1935/36 – 1944/45 – AC Derthona (Associazione Calcio Derthona)
- 1945/46 – 1988/89 – Derthona FBC (Derthona Foot Ball Club)
- 1989/90 – 2015/16 – Derthona FBC 1908 (Derthona Foot Ball Club 1908)
- 2017/18 – 2021/22 – ASD HSL Derthona (Associazione Sportiva Dilettantistica HSL Derthona)
- 2022/23 – ASD Derthona FBC 1908 (Associazione Sportiva Dilettantistica Derthona Foot Ball Club 1908)

## Získané trofeje

### Vyhrané domácí soutěže
- 2. italská liga (2x)

1921/22, 1923/24

## Účast v ligách
| Úroveň soutěže | Název soutěže (nynější název) | První hraná sezona | Poslední hraná sezona | celkem odehraných sezon |
| -------------- | ----------------------------- | ------------------ | --------------------- | ----------------------- |
| 1              | Serie A                       | 1922/23            | 1924/25               | 2                       |
| 2              | Serie B                       | 1921/22            | 1934/35               | 9                       |
| 3              | Serie C                       | 1929/30            | 1989/90               | 20                      |
| 4              | Serie D                       | 1948/49            | 2024/25               | 31                      |
| 5              | Eccellenza                    | 1986/87            | 2013/14               | 15                      |

## Trenéři

### Známí trenéři v klubu
- Angelo Domenghini (1982–1983, 1984–1985, 1986–1987, 1990–1991)
- Sergio Gori (1998–1999)